# Konrad Körner (Sprachwissenschaftler)

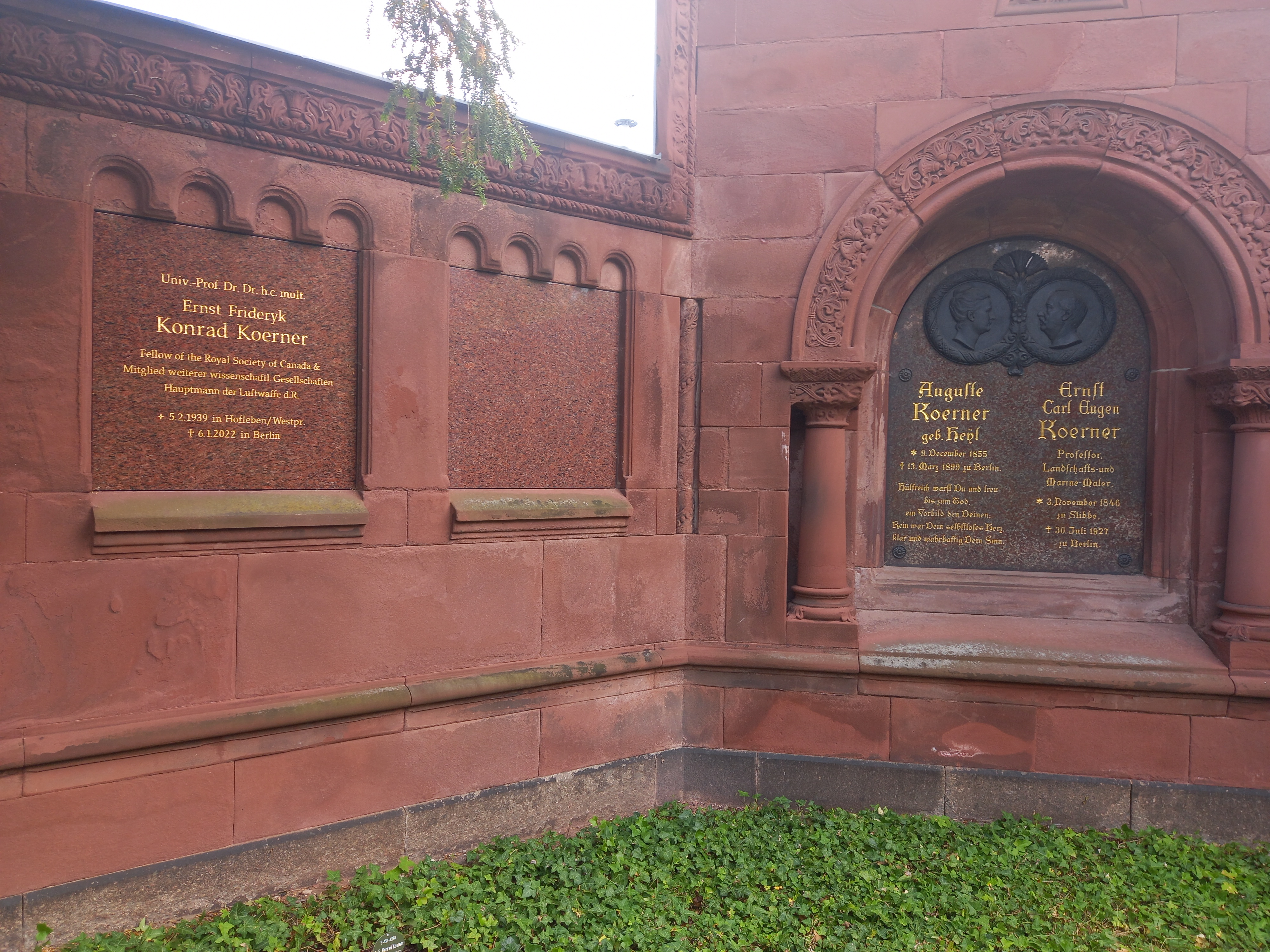
Das Grab von Konrad Körner im Familiengrab auf dem Luisenstädtischen Friedhof in Berlin

Ernst Frideryk Konrad Körner (* 5. Februar 1939 in Mlewiec bei Toruń; † 6. Januar 2022), in der Fachwelt weithin auch als EFK oder E. F. K. Koerner bekannt, war ein deutscher Sprachwissenschaftler und Professor für Geschichte der Sprachwissenschaft.

## Kindheit, Jugend und Studium
Konrad, mit vollständigem Namen Ernst Frideryk Konrad Körner, wurde im Gutshaus seiner Familie in der Ortschaft Mlewiec, heute in der Gmina Kowalewo Pomorskie, bei Toruń in Polen geboren. Der Ort gehörte bis 1920 zur Provinz Westpreußen und hieß im ehemaligen Königreich Preußen Hofleben. Konrad ist der zweite Sohn des Agrariers und Doktors der Rechtswissenschaften Johann Jakob Friedrich Körner und dessen Frau Annelise, geborene Koerner, die einem entfernten Berliner Familienzweig entstammte. Konrad hat zwei berühmte Vorfahren, der eine, Theodor Körner, war von 1842 bis 1871 Oberbürgermeister von Thorn, und der andere, Ernst Carl Eugen Koerner war ein erfolgreicher Landschaftsmaler. Als Einwohner deutscher Abstammung musste die Familie nach dem Zweiten Weltkrieg die Heimat in Polen verlassen und zog nach Westdeutschland. Körner besuchte das Gymnasium in Krefeld, wo er 1960 das Abitur ablegte. Nach dem Schulabschluss wurde er als Wehrpflichtiger für zwei Jahre zur Bundeswehr eingezogen. 1962 begann er an der Universität Göttingen Deutsch, Englisch, Kunstgeschichte, Pädagogik und Philosophie mit der Absicht zu studieren, später die Laufbahn eines Gymnasial- oder Hochschullehrers einzuschlagen. Nach drei Semestern wechselte er zur Freien Universität nach West-Berlin. Von 1965 bis 1966 absolvierte er zwei Auslandssemester an der University of Edinburgh, wo er u. a. bei John Lyons Englische Literatur und Linguistik studierte. Im Sommer 1965 kehrte er nach Berlin zurück, um das Philosophicum abzulegen. Danach arbeitete er für ein Schuljahr als Deutsch- und Englischlehrer in Frankreich am Collège Notre-Dame in Valenciennes.
Um das zweite Staatsexamen abzuschließen, kehrte Körner 1966 nach Deutschland zurück. Während der folgenden vier Semester an der Universität Gießen verlegte er sich auf Sprachwissenschaften. Das Thema seiner Masterarbeit war die Entwicklung und der Gebrauch der Möglichkeitsformen in der deutschen Sprache. Obwohl er sich in seiner Masterarbeit auf einige Erkenntnisse Ferdinand de Saussures bezogen hatte, dauerte es noch mehr als ein Jahr, bis er sich als Doktorand an der Simon Fraser University in Vancouver eingehender mit Saussures Werk Cours de linguistique générale befasste. Für seine Promotion über die Geschichte und Entwicklung von Saussures Theorie hatte er den kanadischen Linguisten G. L. Bursill-Hall als Doktorvater gewonnen. Körner begann mit einer Literatursammlung über Hintergründe, Entwicklung und aktuelle Bedeutung von Saussures Sprachtheorie, die ein Jahr später, als er noch an seiner Dissertation schrieb, zur Veröffentlichung freigegeben wurde. Seine Doktorarbeit verteidigte er 1971 bei Dell Hymes. Sie wurde 15 Monate später in Deutschland veröffentlicht und danach auch ins Spanische, Japanische und Ungarische übersetzt.

## Laufbahn als Wissenschaftler und Herausgeber auf dem Gebiet der Linguistik
Unmittelbar nach der Verteidigung seiner Doktorarbeit wurde Körner von Winfred P. Lehmann als wissenschaftlicher Mitarbeiter nach Austin an die University of Texas geholt. Ab 1972 arbeitete er für ein Jahr in Thomas A. Sebeoks Forschungsinstitut an der Indiana University in Bloomington. Zu dieser Zeit begann er mit den Planungen für ein Journal, das der Geschichte der Linguistik und der Veröffentlichung damit verbundener Monographien gewidmet sein sollte. Dazu traf er sich im August 1972 mit John L. Benjamins in Amsterdam. Mit ihm vereinbarte er die Historiographia Linguistica, das erste Journal zur Geschichte der Linguistik, und die zwei Buchreihen Amsterdam Classics in Linguistics und Classics in Psycholinguistics herauszugeben. In den Buchreihen sollten sprachwissenschaftliche Texte des 19. Und 20. Jahrhunderts mit Einführungen und Kommentaren moderner Linguisten und ausgewählte Studien über die Geschichte der Sprachwissenschaften (Studies in the History of the Language Sciences (SiHoLS)) erscheinen. Bisher wurden 116 Bücher der SiHoLS-Reihe veröffentlicht. Im September 1973 kam Körner zur Habilitation nach Deutschland an die Universität Regensburg, wo er am Lehrstuhl für Sprachwissenschaft arbeitete. Bei dieser Tätigkeit konnte er seine Forschungen sowie die Entwicklung des Journals und der Buchreihen fortsetzen. Außer der SiHoLS-Reihe begann er eine Buchreihe zu aktuellen linguistischen Veröffentlichungen (Current Issues in Linguistic Theory (CILT)) herauszugeben. In der CILT-Reihe sind 319 Bücher bis September 2011 erschienen.
Körner wurde 1976 zum Professor und Direktor des Linguistics Documentation Centre an der Universität Ottawa berufen. Dort lehrte er mit den Schwerpunkten Sprachwissenschaft des 20. Jahrhunderts von Sapir bis Chomsky und Geschichte der Sprachwissenschaft. 1980 war er Gastprofessor für Geschichte der Sprachwissenschaften am LSA Linguistic Institute in Albuquerque, New Mexico.
1978 organisierte Körner in Ottawa die erste Internationale Konferenz zur Geschichte der Sprachwissenschaften (International Conference on the History of the Language Sciences (ICHoLS)). Seitdem gab es in dreijährigen Abständen 14 weitere Konferenzen: Lille (1981), Princeton (1984), Trier (1987), Galway (1990), Washington, D.C. (1993), Oxford (1996), Paris (1999), São Paulo/Campinas (2002), Urbana-Champaign (2005), Potsdam (2008), St. Petersburg (2011), Villa Real (2014), Paris (2017), Mailand (2020). Außerdem war Körner im Frühjahr 1984 Mitbegründer der Henry Sweet Society for the History of Linguistic Ideas (HSS) in Oxford und während der jährlichen Treffen der Linguistic Society of America in San Francisco im Dezember 1987 Gründer der North American Association for the History of the Language Sciences (NAAHoLS). Zusammen mit dem Ethnographen William Cowan von der Carleton University und Michael K. Foster vom National Museum of Man (jetzt: The Canadian Museum of Civilization) beteiligte sich Körner an der Organisation der internationalen Edward Sapir Centenary Conference, die im Oktober 1984 in Ottawa  im Victoria Memorial Museum stattfand. Ebenfalls 1984 gründete er Diachronica: International Journal for Historical Linguistics, zuerst verlegt von Georg Olms und später von John Benjamins. Diachronica bietet ein Forum zur Präsentation und Diskussion aller Aspekte des Sprachwandels in allen Sprachen weltweit. Bis Dezember 2001 war Körner Herausgeber von Diachronica und wurde danach Berater der Editoren. Körner war Herausgeber der History of Linguistics der 10-bändigen Encyclopedia of Language & Linguistics, verlegt von R. E. Asher (Oxford & New York: Pergamon Press, 1994). 2000 arbeitete er als Berater zur Geschichte der Sprachwissenschaften für die Encyclopædia Britannica (Chicago). Er war Chef-Editor der dreibändigen Ausgabe History of the Language Sciences, verlegt im Zeitraum von 2000 bis 2006 bei De Gruyter. 2007 erschien Körners dreibändige Ausgabe Edward Sapir: Critical assessments of leading linguists, verlegt von Routledge.
Mit der Gründung von Historiographia Linguistica, der Edition verschiedener Buchreihen und der Organisation des ersten Kongresses History of the Language Sciences kann Körner mehr oder weniger als wissenschaftlicher Begründer der akademischen Fachrichtung „Geschichte der Sprachwissenschaft“ bezeichnet werden. Von 1988 bis zur Emeritierung 2001 war er Inhaber des Lehrstuhls für Linguistik an der Universität Ottawa. Danach übersiedelte er nach Berlin, wo er weiterhin als Wissenschaftler und Herausgeber vor allem auf dem Fachgebiet Geschichte der Sprachwissenschaft tätig war. Bis zu seinem Tod wohnte er im Berliner Stadtteil Prenzlauer Berg.

## Ehrungen und Auszeichnungen
- Oktober 1994 – Ehrendoktor der Universität Sofia.
- Februar 1995  – Ehrenmedaille der Nicolaus-Copernicus-Universität in Toruń.
- Mai 1997 – Mitglied der Royal Society of Canada.
- Februar 1998 – Mitglied der Royal Society of Arts, London.
- 2001 bis 2002 – Fellow-in-Residence at the Netherlands Institute for Advanced Study in the Humanities and Social Sciences in Wassenaar near Leiden.
- 2002 bis 2003 – Konrad-Adenauer-Forschungspreis der Alexander-von-Humboldt-Gesellschaft mit Vorlesungen an der Universität Köln und im Zentrum für Allgemeine Sprachwissenschaft in Berlin.
- April 2004 – Ehrendoktor der Universität St. Petersburg.
- September 2016 – Ehrendoktor der Nicolaus-Copernicus-Universität in Toruń.
- April 2018 – Ehrendoktor der Universität Edinburgh in Anerkennung seiner bedeutenden Beiträge auf dem Gebiet History of Linguistics.

Konrad Körner war von 1988 bis zur Emeritierung 2001 Inhaber des Lehrstuhls für Linguistik an der Universität Ottawa. Danach übersiedelte er nach Berlin, wo er weiterhin als Wissenschaftler und Herausgeber vor allem auf dem Fachgebiet Geschichte der Sprachwissenschaft tätig war.

## Bibliographie
Die Erstausgaben der Bücher und Fachbeiträge von Konrad Körner erschienen – wie nachfolgend aufgeführt – ganz überwiegend in Englisch, wobei er unter dem Namen E. F. K. Koerner publizierte. In der Fachwelt ist er deshalb überwiegend als E. F. K. Koerner bekannt. Auf Grund seiner Geburt in Polen wird er in angloamerikanischen und englischen Artikeln oft als Linguist polnischer Herkunft bezeichnet.

### Monographien von E. F. K. Koerner
- Bibliographia Saussureana. 1870–1970. An annotated, classified bibliography on the background, development, and actual relevance of Ferdinand de Saussure’s general theory of language. Scarecrow Press, Metuchen NJ 1972, ISBN 0-8108-0457-3.
- Contribution au débat post-saussurien sur le signe linguistique. Introduction générale et bibliographie annotée (= Approaches to Semiotics. Paperback Series. 2, ZDB-ID 197848-2). Mouton, Den Haag u. a. 1972.
- Ferdinand de Saussure. Origin and Development of his Linguistic Thought in Western Studies of Language. A Contribution to the History and Theory of Linguistics (= Schriften zur Linguistik. 7). Friedrich Vieweg & Sohn, Braunschweig 1973, ISBN 3-528-03706-7 (Zugleich: Vancouver, Universität, Dissertation, 1971; Dieses Buch wurde übersetzt: Ungarisch (Tankönyvkiadó, Budapest 1982), Japanisch (Taishukan, Tokio 1982) und Spanisch (Gredos, Madrid 1982)).
- The Importance of Techmer’s “Internationale Zeitschrift für Allgemeine Sprachwissenschaft” in the Development of General Linguistics. An Essay (= Amsterdam Studies in the Theory and History of Linguistic Science. Series 3: Studies in the History of the Language Sciences. 1). John Benjamins, Amsterdam u. a. 1973, ISBN 90-272-0891-3.
- Western Histories of Linguistics Thought. An Annotated, Chronological Bibliography. 1822–1976 (= Amsterdam Studies in the Theory and History of Linguistic Science. Series 3: Studies in the History of the Language Sciences. 11). John Benjamins, Amsterdam u. a. 1978, ISBN 90-272-0891-3.
- Toward a Historiography of Linguistics. Selected essays (= Amsterdam Studies in the Theory and History of Linguistic Science. Series 3: Studies in the History of the Language Sciences. 19). Foreword by R. H. Robins. John Benjamins, Amsterdam u. a. 1978, ISBN 90-272-0960-X.
- als Herausgeber: Linguistics and Evolution Theory. Three Essays (= Amsterdam Studies in the Theory and History of Linguistic Science. Series 1: Amsterdam Classics in Linguistics, 1800–1925. 6). With an Introduction by J. Peter Maher. John Benjamins, Amsterdam u. a. 1983, ISBN 90-272-0877-8 (Die Essays von August Schleicher, Ernst Haeckel und Wilhelm Bleek).
- mit Matsuji Tajima: Noam Chomsky. A personal bibliography, 1951–1986 (= Amsterdam Studies in the Theory and History of Linguistic Science. Series 5: Library and Information Sources in Linguistics. 11). John Benjamins, Amsterdam u. a. 1986, ISBN 90-272-1000-4.
- Saussurean Studies. = Études saussuriennes. Avant-propos de Rudolf Engler. Éditions Slatkine, Genf 1988, ISBN 2-05-100992-9.
- Practicing Linguistic Historiography. Selected essays (= Amsterdam Studies in the Theory and History of Linguistic Science. Series 3: Studies in the History of the Language Sciences. 50). John Benjamins, Amsterdam u. a. 1989, ISBN 90-272-4533-9.
- Professing Linguistic Historiography (= Amsterdam Studies in the Theory and History of Linguistic Science. Series 3: Studies in the History of the Language Sciences. 79). John Benjamins, Amsterdam u. a. 1995, ISBN 90-272-4566-5.
- Linguistic Historiography. Projects & prospects (= Amsterdam Studies in the Theory and History of Linguistic Science. Series 3: Studies in the History of the Language Sciences. 92). John Benjamins, Amsterdam u. a. 1995, ISBN 90-272-4580-0.
- als Herausgeber mit Aleksander Szwedek: Towards a history of linguistics in Poland. From the early beginnings to the end of the twentieth century (= Amsterdam Studies in the Theory and History of Linguistic Science. Series 3: Studies in the History of the Language Sciences. 102). John Benjamins, Amsterdam u. a. 2001, ISBN 90-272-4591-6.
- Toward a History of American Linguistics (= Routledge Studies in the History of Linguistics. 5). Routledge, London u. a. 2002, ISBN 0-415-30060-6.
- Essays in the History of Linguistics (= Amsterdam Studies in the Theory and History of Linguistic Science. Series 3: Studies in the History of the Language Sciences. 104). John Benjamins, Amsterdam u. a. 2004, ISBN 90-272-4594-0.
- Jezikoslovna historiografija. Metodologija i praksa (= Condicio linguae. 1). Übersetzt von Milica Lukšić, herausgegeben von Zvonko Pandžić. Tusculanae Editiones, Zagreb 2007, ISBN 978-953-95144-1-7.
- Universal Index of Biographical Names in the Language Sciences (= Amsterdam Studies in the Theory and History of Linguistic Science. Series 3: Studies in the History of the Language Sciences. 113). John Benjamins, Amsterdam u. a. 2008, ISBN 978-90-272-4604-2.
- Quatro décadas de historiografia linguística. Estudes selecionados (= Coleção Linguística. 11) Centro de Estudos em Letras – Universidade de Trás-os-Montes e Alto Douro, Vila Real 2014, ISBN 978-989-704-187-7.

### Festschriften und ähnliche Publikationen zu Ehren E. F. K.  Koerners
- William Cowan, Michael K. Foster (Hrsg.): E. F. K. Koerner Bibliography (= Arcadia bibliographica virorum eruditorum. 11). Eurolingua, Bloomington IN 1989, ISBN 0-931922-36-4.
- Neile A. Kirk, Paul J. Sidwell (Hrsg.): Professing Koernerian Linguistics (= AHL Studies in the Science & History of Language. 1). Association for the History of Language, Melbourne 1998, ISBN 0-7340-1356-6.
- Pierre Swiggers (Hrsg.): E. F. K. Koerner. A biobibliography (= Biobibliographies et exposés. NS 7). Peeters for Centre International de Dialectologie Générale, Leuven 1999, ISBN 90-429-0800-9.
- Sheila Embleton, John E. Joseph, Hans-Josef Niederehe (Hrsg.): The Emergence of the Modern Language Sciences. Studies on the Transition from Historical-comparative to Structural Linguistics in Honour of E. F. K. Koerner. 2 Bände. John Benjamins, Amsterdam u. a. 1999;
  - Band 1: Historiographical Perspectives. 1999, ISBN 90-272-2187-1;
  - Band 2: Methodological Perspectives and Applications. 1999, ISBN 90-272-2188-X.
- Douglas A. Kibbee (Hrsg.): Chomskyan (R)evolutions. John Benjamins, Amsterdam u. a. 2010, ISBN 978-90-272-1169-9.